# 舍韦尼
舍韦尼（法語：Cheverny，法語發音：[ʃəvɛʁni]；也譯雪瓦尼）是法国卢瓦-谢尔省的一个市镇，属于布卢瓦区。舍韦尼因其境内的城堡而闻名。

## 地理
舍韦尼（47°29'57"N, 1°27'37"E）面积33 平方千米，位于法国中央-卢瓦尔河谷大区卢瓦-谢尔省，该省份为法国中北部省份，北起厄尔-卢瓦省，东北接卢瓦雷省，东南接谢尔省，南至安德尔省，西南接安德尔-卢瓦尔省，西北接萨尔特省。
与舍韦尼接壤的市镇（或旧市镇、城区）包括：塞莱特、科尔默赖、库尔舍韦尼、索洛涅地区方丹、弗雷讷、索洛涅地区勒孔特鲁瓦。
舍韦尼的时区为UTC+01:00、UTC+02:00（夏令时）。

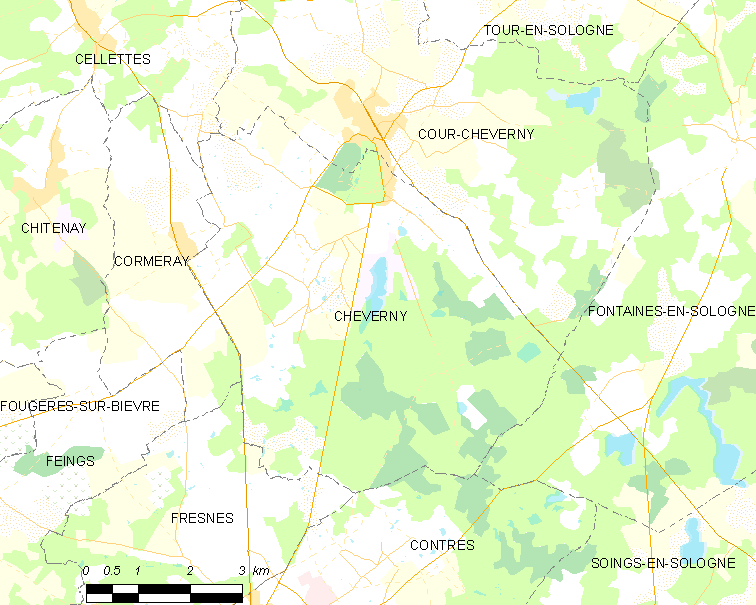
舍韦尼的OSM定位图

## 行政
舍韦尼的邮政编码为41700，INSEE市镇编码为41050。

## 政治
舍韦尼所属的省级选区为维讷伊县。

## 人口

1962-2008年间舍韦尼人口变化图示

舍韦尼于2022年1月1日时的人口数量为908人。

## 建筑
- 舍韦尼城堡